# Karl Ptaczek
Karl Ptaczek, též Carl Ptaczek nebo Karel Ptáček (22. října 1819 Kostelec na Hané – 26. března 1889 Boskovice ), byl rakouský právník a politik německé národnosti z Moravy; poslanec Moravského zemského sněmu.

## Biografie
V roce 1851 byl jmenován za notáře a advokáta v Boskovicích. Tuto profesi vykonával až do své smrti. Byl členem Moravsko-slezské jednoty notářů.
Zhruba na počátku 50. let se jeho manželkou stala Anna. Měli sedm dětí. Šlo o zámožnou rodinu. V dubnu 1867 Ptaczek koupil dům čp. 19 na Dolním předměstí v Boskovicicích. Rodina zde bydlela do roku 1905.
V 70. letech se zapojil i do vysoké politiky. V zemských volbách 1870 byl zvolen na Moravský zemský sněm, za kurii městskou, obvod Boskovice, Jevíčko, Konice, Tišnov. V roce 1870 se uvádí jako kandidát tzv. Ústavní strany, liberálně a centralisticky orientované. Na sněmu se výrazněji neprojevoval.
Zemřel v březnu 1889. Příčinou úmrtí byla rakovina žaludku. Bylo mu 70 let.